# Bachsertal

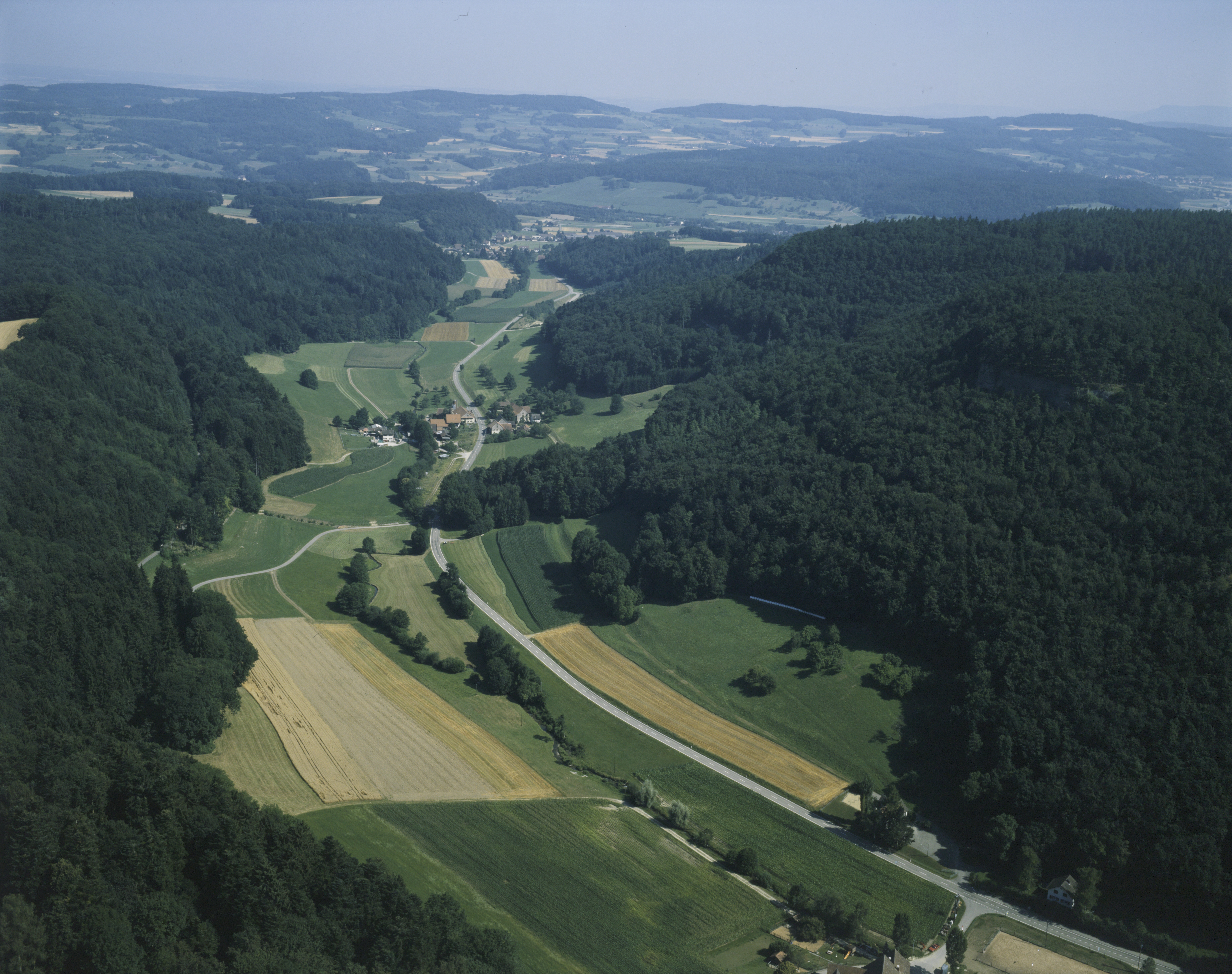
Unterer Teil des Bachsertals mit der Siedlung Hägele im Jahre 1995

Das Bachsertal ist ein ungefähr acht Kilometer langes Tal im Norden der Schweiz, das vom Bezirk Dielsdorf über die nordwestliche Grenze des Kantons Zürich in den Bezirk Zurzach des Kantons Aargaus führt.

## Geografie
Das Bachsertal trägt den Namen des Dorfs Bachs und wird vom Fisibach nach Nordwesten entwässert, der dem zweiten Dorf im Tal den Namen gab. Weitere Siedlungen im Talgrund sind die Weiler Weierbach, Neumühle, Hueb und Thalmühle, die zur Gemeinde Bachs gehören, sowie der Weiler Hägelen, der zu Fisibach gehört.
Im Kanton Zürich verläuft das Tal nach Nordwesten, im Kanton Aargau nach Norden. Die Begrenzungen des Tals bilden für das Mittelland typische Schotterterrassen, die im frühen Pleistozän durch Mittelmoränenmaterial entstanden sind. Es sind dies im oberen Teil des Bachsertals die Egg (671 m ü. M.) im Südwesten, der Stadlerberg (637 m ü. M.) im Nordosten, im unteren Teil der Berg (603 m ü. M.) im Westen und der Sanzenberg (552 m ü. M.) im Osten. Den östlichen Talabschluss bildet der Heitlig, ein kleiner Pass, der Steinmaur mit dem Bachsertal verbindet. Im Norden mündet das Bachsertal in das Tal des Hochrheins.
Koordinaten: 47° 32′ 18″ N, 8° 24′ 53″ O; CH1903: 673483 / 265744